# Jon Sudbø
Jon Sudbø, född 3 maj 1961, är en norsk tandläkare, läkare och tidigare medicinsk forskare, som avslöjades för forskningsfusk 2006. Under flera års tid hade han fabricerat resultat inom onkologi, cancerforskning, och lyckats få dessa publicerade i ledande medicinska forskningstidskrifter. Artikeln som ledde till att han avslöjades publicerades 2005 i The Lancet och baserades på 900 patienter som Sudbø helt hade hittat på.

## Biografi
Sudbø tog tandläkarexamen (cand. odont.) 1989 och läkarexamen (cand. med.) 1994. Från 1993 arbetade han med sitt doktorandprojekt, och blev medicine doktor 2001.
Sudbø var anställd som konsulterande onkolog vid Det norske radiumhospital i Oslo och som biträdande professor vid Oslo universitet. Efter skandalen avgick han från dessa poster 2006. Både hans tandläkar- och läkarlegitimation drogs in, och även hans doktorsexamen. 2007 återfick han en begränsad legitimation som assisterande tandläkare under övervakning, och 2009 återfick han legitimation som läkare och tandläkare med vissa begränsningar.

## Forskningsfusk
Från 1996 publicerade Jon Sudbø artiklar som senare visade sig innehålla påhittade resultat.
Misstankarna om forskningsfusk dök först upp hos Camilla Stoltenberg, syster till Jens Stoltenberg och divisionschef vid Folkehelseinstituttet. Sudbø publicerade i oktober 2005 en artikel i The Lancet där han uppgav att risken för att storrökare ska utveckla cancer i munhålan är mindre om rökaren äter inflammationshämmande läkemedel av NSAID-preparat. Stoltenberg visste dock att den databas som Sudbø hänvisade till inte fanns när studien uppgavs ha genomförts. Patientrapporterna visade sig vara påhittade. 
I början av 2006 tillsattes en kommission för att granska det misstänkta forskningsfusket, med den svenske epidemiologen Anders Ekbom som ordförande. Kommissionen kom efter ett omfattande arbete, som kom att ta tre månader längre än ursprungligen planerat, fram till att 15 av 38 artiklar, inklusive Sudbøs doktorsavhandling, var grovt felaktiga och skulle dras tillbaka. Hans fru Wanja Kildal var medförfattare till sju av de berörda artiklarna, och hans tvillingbror Asle Sudbø till två av dem.
Richard Horton, redaktören för The Lancet, betecknade Sudbøs artiklar som det största forskningsfusket någonsin av en enskild forskare.

### Fotnoter
1. ↑  Reid Hoffman, Linkedin, 5 maj 2003.[källa från Wikidata]
2. ↑  Sudbøs forskning full av lögn och falska data Arkiverad 18 januari 2017 hämtat från the Wayback Machine., Läkartidningen 2006-07-10
3. 1 2  Falsk data och påhittade patienter Arkiverad 16 januari 2017 hämtat från the Wayback Machine., Forskning & Medicin 2006 nr 4